# THE IDOLM@STER THE@TER ACTIVITIES
『THE IDOLM@STER THE@TER ACTIVITIES』（アイドルマスター シアターアクティビティーズ）は、2016年9月7日からLantisよりリリースされている、ゲーム「アイドルマスター ミリオンライブ!」のドラマCDシリーズ。
本項目では後続企画『THE IDOLM@STER THE@TER BOOST』（アイドルマスター シアターブースト）、『THE IDOLM@STER THE@TER CHALLENGE』（アイドルマスター シアターチャレンジ）についても記述する。

## 解説
ソーシャルゲーム『アイドルマスター ミリオンライブ!』、およびそこから派生したアプリゲーム『アイドルマスター ミリオンライブ! シアターデイズ』のドラマCDシリーズ。
「ミリオンスターズが映画出演することになった」という設定。それぞれ劇中劇にあたる各映画（ボイスドラマ）の舞台設定と役柄が先に公表され、投票で1位のアイドルがその役に選ばれる。
第1弾「THE@TER ACTIVITIES」以降は2018年に第2弾企画として「THE@TER BOOST」、2019年に第3弾企画として「THE@TER CHALLENGE」が開催された。収録内容はボイスドラマと各ドラマの主題歌1曲、共通曲「DIAMOND DAYS」1曲となっている。
初収録の曲は太字で表記する。「ソロ担当」は『LIVE THE@TER SOLO COLLECTION』シリーズでのソロリミックス担当アイドル。

## THE@TER ACTIVITIES
GREE版『アイドルマスター ミリオンライブ!』のドラマCDシリーズ。全3枚。
投票対象は765THEATER ALLSTARSの37名。2016年4月18日から5月2日にかけてゲーム内で行われた「CD&ボイスドラマキャスト投票キャンペーン」によるユーザー投票でそれぞれに出演するキャラクターの配役が決定された。

### THE@TER ACTIVITIES 01
2016年9月7日発売。ドラマ設定は「剣と魔法のファンタジー」。
投票で選ばれたキャストは、勇者：七尾百合子、魔王：天空橋朋花、妖精：箱崎星梨花、四天王：松田亜利沙、村人A：ロコ。
収録曲
歌・ドラマパート出演：七尾百合子（伊藤美来）、天空橋朋花（小岩井ことり）、箱崎星梨花（麻倉もも）、松田亜利沙（村川梨衣）、ロコ（中村温姫）
1. 創造は始まりの風を連れて
作詞：結城アイラ、作曲・編曲：KOHTA YAMAMOTO
ソロ担当：七尾百合子（LTSC04.Moon）、天空橋朋花（LTC06.Fa）、箱崎星梨花（LTC07.An）、ロコ（LTSC11.Fa）、松田亜利沙（LTSC12.Pr）
2. リリィ・ナイトと天空の騎士団 Ep.1 旅立ち
3. リリィ・ナイトと天空の騎士団 Ep.2 そして冒険へ
4. リリィ・ナイトと天空の騎士団 Ep.3 死闘
5. リリィ・ナイトと天空の騎士団 Ep.4 物語の続き
6. DIAMOND DAYS
作詞：rino、作曲・編曲：高田暁
ソロ担当：天空橋朋花（LTC07.Fa）

### THE@TER ACTIVITIES 02
2016年10月12日発売。ドラマ設定は「任侠モノ」。
投票で選ばれたキャストは、風来坊：ジュリア、お嬢：周防桃子、子分：大神環、悪徳組長：木下ひなた、用心棒：福田のり子。
収録曲
歌・ドラマパート出演：ジュリア（愛美）、周防桃子（渡部恵子）、大神環（稲川英里）、木下ひなた（田村奈央）、福田のり子（浜崎奈々）
1. 俠気乱舞
作詞：松井洋平、作曲・編曲：yuxuki waga（fhána）、編曲：sasakure.UK
ソロ担当：ジュリア（LTSC04.Moon）、大神環（LTSC07.An）、福田のり子（LTSC09.Pr）、周防桃子（LTSC11.Fa）、木下ひなた（LTSC12.An）
2. 果てしなく仁義ない戦い 魅梨音闘争篇 第一章 流浪
3. 果てしなく仁義ない戦い 魅梨音闘争篇 第二章 因縁
4. 果てしなく仁義ない戦い 魅梨音闘争篇 第三章 極道
5. 果てしなく仁義ない戦い 魅梨音闘争篇 第四章 俠気
6. DIAMOND DAYS

### THE@TER ACTIVITIES 03
2016年11月9日発売。ドラマ設定は「学園ホラー」。
投票で選ばれたキャストは、普通の子：矢吹可奈、幼なじみ：佐竹美奈子、転校生：篠宮可憐、部長：真壁瑞希、霊：北上麗花。
収録曲
歌・ドラマパート出演：矢吹可奈（木戸衣吹）、佐竹美奈子（大関英里）、篠宮可憐（近藤唯）、真壁瑞希（阿部里果）、北上麗花（平山笑美）
1. 赤い世界が消える頃
作詞：真崎エリカ、作曲・編曲：光増ハジメ
ソロ担当：北上麗花（LTSC04.Moon）、矢吹可奈（LTSC06.Pr）、佐竹美奈子（LTSC07.Pr）、真壁瑞希（LTSC12.Fa）
2. 魅裏怨 第一章 -うらない-
3. 魅裏怨 第二章 -いっしょ-
4. 魅裏怨 第三章 -がっしょう-
5. 魅裏怨 第四章 -ともだち-
6. DIAMOND DAYS
ソロ担当：矢吹可奈（LTSC04.Sun）、佐竹美奈子（LTSC06.Pr）

## THE@TER BOOST
アプリゲーム『アイドルマスター ミリオンライブ! シアターデイズ』のドラマCDシリーズ。
- 「THE@TER ACTIVITIES」からの変更点として、今回はCDの発売に加えて『シアターデイズ』内部で連動ガシャと期間限定イベントも開催された。
- 投票対象は白石紬・桜守歌織・田中琴葉[注 3]を含む、765THEATER ALLSTARSの39名。
- 投票結果で2位だったアイドルの内、1作につき2名が別の役でドラマパートやゲーム内のイベントコミュに登場している。2019年9月にはゲーム内で衣装・カードも実装された。

### THE@TER BOOST 01
2018年9月26日発売。ドラマ設定は「超ビーチバレー」。
投票で選ばれたキャストは、新入生：高坂海美、同級生：所恵美、先輩：高山紗代子、キング：豊川風花、右腕クイーン：横山奈緒
収録曲
歌：高坂海美（上田麗奈）、所恵美（藤井ゆきよ）、高山紗代子（駒形友梨）、豊川風花（末柄里恵）、横山奈緒（渡部優衣）
1. ドラマ『ビッグバンズバリボー!!!!!』 / 『プロローグ!!』
出演：高坂海美（上田麗奈）、所恵美（藤井ゆきよ）、高山紗代子（駒形友梨）、豊川風花（末柄里恵）、横山奈緒（渡部優衣）、春日未来（山崎はるか）、ロコ（中村温姫）、部員1（青山玲菜）、部員2（久遠エリサ）、生徒1（江口菜子）、生徒2（望田ひまり）
2. ビッグバンズバリボー!!!!!
作詞・作曲・編曲：ZAQ
ソロ担当：所恵美（LTC07.Fa）、高坂海美（LTC08.Pr）、高山紗代子（LTSC09.Pr）、豊川風花（LTSC11.An）
3. ドラマ『ビッグバンズバリボー!!!!!』 / 『激突!! 帝花女学院!!』
4. DIAMOND DAYS

### THE@TER BOOST 02
2018年10月24日発売。ドラマ設定は「三姉妹カフェ」。
投票で選ばれたキャストは、長女：桜守歌織、次女：最上静香、三女：望月杏奈、ネコ：宮尾美也、お客さん：百瀬莉緒
収録曲
歌：桜守歌織（香里有佐）、最上静香（田所あずさ）、望月杏奈（夏川椎菜）、百瀬莉緒（山口立花子）、宮尾美也（桐谷蝶々）
1. ドラマ『空猫珈琲店へようこそ！』 / 『プロローグ』
出演：一夏［桜守歌織（香里有佐）］、二葉［最上静香（田所あずさ）］、三奈［望月杏奈（夏川椎菜）］、悠利［百瀬莉緒（山口立花子）］、ミャオ［宮尾美也（桐谷蝶々）］、シッポ［北沢志保（雨宮天）］、菜々子［佐竹美奈子（大関英里）］
2. オーディナリィ・クローバー
作詞：松井洋平、作曲・編曲：菊池達也
ソロ担当：百瀬莉緒（LTSC07.Fa）、望月杏奈（LTC08.An）、桜守歌織（LTSC09.An）、宮尾美也（LTSC12.An）
3. ドラマ『空猫珈琲店へようこそ！』 / 『前編』
4. ドラマ『空猫珈琲店へようこそ！』 / 『後編』
5. DIAMOND DAYS
6. ドラマ『空猫珈琲店へようこそ！』 / 『エピローグ』

### THE@TER BOOST 03
2018年11月28日発売。ドラマ設定は「劇場サスペンス」。
投票で選ばれたキャストは、新ヒロイン：田中琴葉、スタア：周防桃子、元大女優：馬場このみ、支配人：真壁瑞希、探偵：白石紬。
収録曲
歌：田中琴葉（種田梨沙）、周防桃子（渡部恵子）、馬場このみ（高橋未奈美）、真壁瑞希（阿部里果）、白石紬（南早紀）
1. ドラマ『屋根裏の道化師』 / 『オープニング』
出演：コレット［田中琴葉（種田梨沙）］、モニカ［周防桃子（渡部恵子）］、シンシア［馬場このみ（高橋未奈美）］、ミルズ支配人［真壁瑞希（阿部里果）］、ウォーカー［白石紬（南早紀）］、マドリーン［徳川まつり（諏訪彩花）］、リリー警部［七尾百合子（伊藤美来）］、街の女A（稗田寧々）、街の女B（向井莉生）
2. ラスト・アクトレス
作詞：中村彼方、作曲：R・O・N、編曲：睦月周平
ソロ担当：田中琴葉（LTSC07.Pr）、周防桃子（LTSC08.Fa）、馬場このみ（LTSC09.An）、真壁瑞希（LTSC11.Fa）
3. ドラマ『屋根裏の道化師』 / 『本編』
4. ドラマ『屋根裏の道化師』 / 『カーテンコール』
5. DIAMOND DAYS

## THE@TER CHALLENGE
アプリゲーム『アイドルマスター ミリオンライブ! シアターデイズ』のドラマCDシリーズ。
- キャスト投票企画第3弾。今回もCDの発売に加えて『シアターデイズ』内部で連動ガシャや期間限定イベントが開催される。
- 投票対象は765PRO ALLSTARSを含む、765 MILLIONSTARSの52名。
- 今回も投票結果で2位だったアイドルのうち、2名ずつが別の役でドラマパートやイベントコミュに登場する。

### THE@TER CHALLENGE 01
2019年10月30日発売。ドラマ設定は「おとぎの国の物語」。投票で選ばれたキャストは、少女：箱崎星梨花、妖精：周防桃子、魔法使い：徳川まつり、オオカミ：我那覇響、旅人：永吉昴。
収録曲
歌：箱崎星梨花（麻倉もも）、周防桃子（渡部恵子）、徳川まつり（諏訪彩花）、我那覇響（沼倉愛美）、永吉昴（斉藤佑圭）
1. ドラマ『おとぎの国の物語〜プロローグ』
出演：リカ［箱崎星梨花（麻倉もも）］、モモ［周防桃子（渡部恵子）］、マリー［徳川まつり（諏訪彩花）］、ビッキー［我那覇響（沼倉愛美）］、ステラ［永吉昴（斉藤佑圭）］、ユキ［萩原雪歩（浅倉杏美）］、シジョー［四条貴音（原由実）］
2. Girl meets Wonder
作詞・作曲：藤本記子、編曲：福富雅之
ソロ担当：箱崎星梨花（LTSC08.An）、永吉昴（LTSC12.Fa）
3. ドラマ『ガール・ミーツ・ウルフ』
4. ドラマ『ガール・ミーツ・トラベラー&フェアリー』
5. ドラマ『ガール・ミーツ・ウィッチ』
6. DIAMOND DAYS
7. ドラマ『おとぎの国の物語〜エピローグ』

### THE@TER CHALLENGE 02
2019年11月27日発売。ドラマ設定は「近未来アウトサイダー」。投票で選ばれたキャストは、ダスク：如月千早、ベルベット：菊地真、バスターブレイド：星井美希、アマリリス：エミリー、ファイナルデイ：天海春香。
収録曲
歌：如月千早（今井麻美）、菊地真（平田宏美）、星井美希（長谷川明子）、エミリー スチュアート（郁原ゆう）、天海春香（中村繪里子）
1. ドラマ『End of the world〜プロローグ』
出演：ダスク［如月千早（今井麻美）］、バスターブレイド［星井美希（長谷川明子）］、アマリリス［エミリー スチュアート（郁原ゆう）］、ベルベット［菊地真（平田宏美）］、ファイナルデイ［天海春香（中村繪里子）］、アビス［真壁瑞希（阿部里果）］、アイビー［望月杏奈（夏川椎菜）］、兵士・町民（木村隼人、若林佑、東條達也、馬場惇平、地蔵堂武大、近衛秀馬）
2. World Changer
作詞：半田翼・新田目翔、作曲・編曲：半田翼
ソロ担当：エミリー スチュアート（LTSC08.Pr）、如月千早（LTSC10）
3. ドラマ『End of the world〜前編』
4. ドラマ『End of the world〜後編』
5. ドラマ『End of the world〜エピローグ』
6. DIAMOND DAYS

### THE@TER CHALLENGE 03
2020年7月29日発売。ドラマ設定は「孤島サスペンスホラー」。投票で選ばれたキャストは、主人公：野々原茜、友達：島原エレナ、先生：桜守歌織、館の女主人：二階堂千鶴、メイド：北沢志保。
野々原茜役の小笠原早紀が2019年5月より病気療養のために一時休業となったため、ゲーム内イベントは開催時期が調整され、2020年4月に開催された。
収録曲
歌：野々原茜（小笠原早紀）、島原エレナ（角元明日香）、桜守歌織（香里有佐）、二階堂千鶴（野村香菜子）、北沢志保（雨宮天）
1. ドラマ『誰ソ彼ノ淵～プロローグ』
出演：主人公［野々原茜（小笠原早紀）］、友達［島原エレナ（角元明日香）］、先生［桜守歌織（香里有佐）］、館の女主人［二階堂千鶴（野村香菜子）］、メイド［北沢志保（雨宮天）］、教育実習生［秋月律子（若林直美）］、娘［水瀬伊織（釘宮理恵）］、ラジオアナウンサー（森千晃）
2. クルリウタ
作詞：藤本記子、作曲：daph、編曲：福富雅之
ソロ担当：二階堂千鶴（LTSC12.Fa）
3. ドラマ『誰ソ彼ノ淵～島』
4. ドラマ『誰ソ彼ノ淵～夢』
5. ドラマ『誰ソ彼ノ淵～森』
6. ドラマ『誰ソ彼ノ淵～エピローグ』
7. DIAMOND DAYS

## 発売記念イベント
CDシリーズ『THE@TER ACTIVITIES』の発売を記念してシークレットイベントが行われた。CD内に封入されている応募券で応募する事で参加できた。各2回ずつ開催された。
|    | 開催日         | 出演者                                               | 出典  |
| -- | -------------- | ---------------------------------------------------- | ----- |
| 01 | 2016年10月30日 | 伊藤美来、小岩井ことり、麻倉もも、村川梨衣、中村温姫 | [ 5 ] |
| 02 | 2016年11月26日 | 愛美、渡部恵子、稲川英里、田村奈央、浜崎奈々         | [ 6 ] |
| 03 | 2016年12月17日 | 木戸衣吹、大関英里、阿部里果、近藤唯、平山笑美       | [ 7 ] |